# Iraponia scutata
Genre
Espèce
Iraponia scutata, unique représentant du genre Iraponia, est une espèce d'araignées aranéomorphes de la famille des Caponiidae.

## Distribution
Cette espèce est endémique la province de Kohkiluyeh et Buyer Ahmad en Iran,.

## Description
Iraponia scutata compte six yeux.
Le mâle holotype mesure 3,54 mm et la femelle paratype 4,76 mm

## Publication originale
- Kranz-Baltensperger, Platnick & Dupérré, 2009 : A new genus of the spider family Caponiidae (Araneae, Haplogynae) from Iran. American Museum novitates, no 3656, p. 1-12 (texte intégral).